# Akiyo Noguchi
Akiyo Noguchi (jap. 野口 啓代, Noguchi Akiyo; * 30. Mai 1989) ist eine japanische Sportkletterin, die 2009, 2010, 2014 und 2015 Siegerin im Gesamtweltcup in der Disziplin Bouldern wurde. 2008, 2011, 2012, 2013, 2018 und 2019 wurde sie Zweite. Von 2008 bis 2013 besetzte jeweils Anna Stöhr (AUT) den anderen der beiden Spitzenplätze. 2016 erreichte sie den vierten Platz, 2017 den dritten und 2018 wurde sie Zweite im Gesamtweltcup und belegte den zweiten Platz in der Weltmeisterschaft im Bouldern.

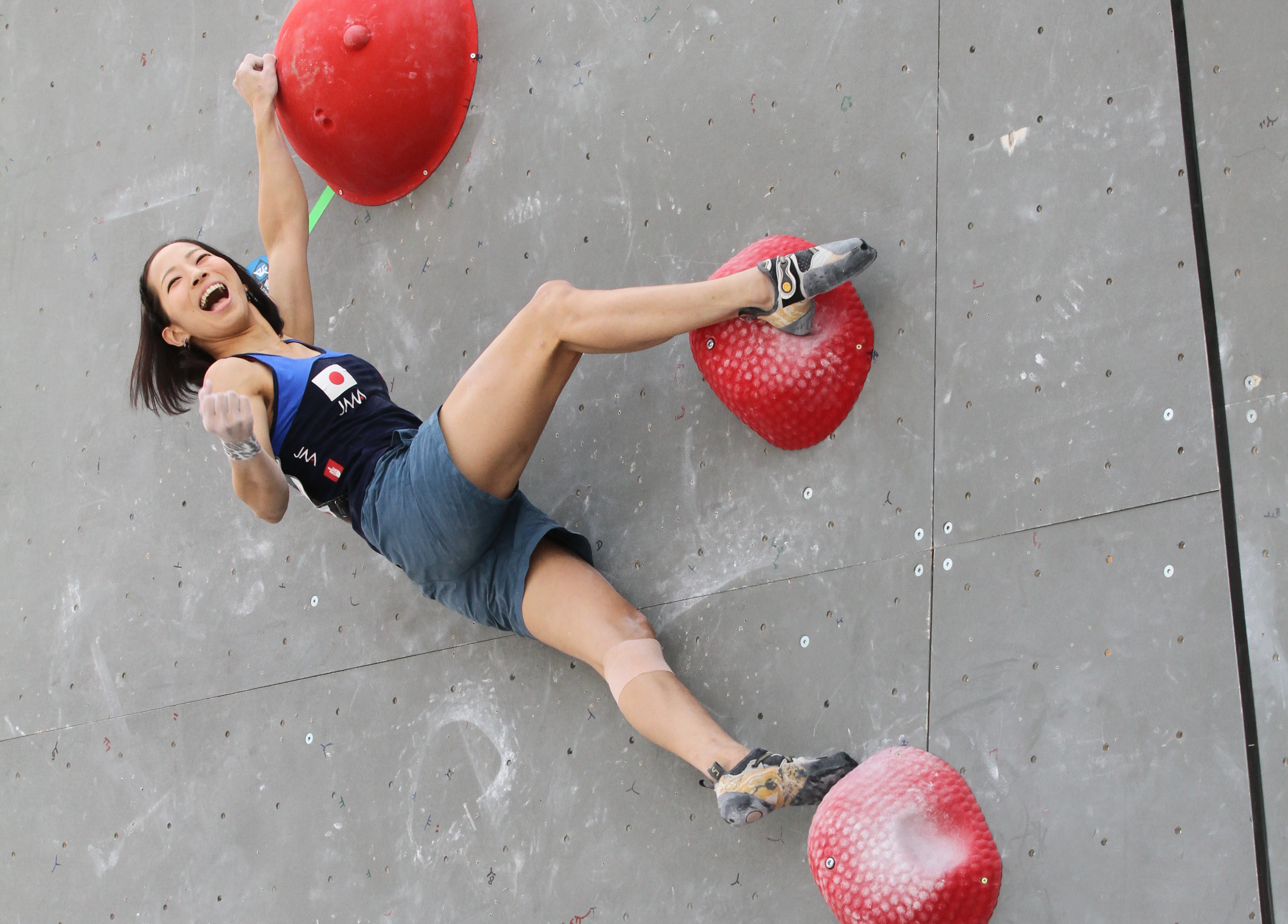
Akiyo Noguchi beim Boulder-Worldcup in München 2015

Noguchi klettert seit 2000 und trat 2003 erstmals bei internationalen Jugendwettkämpfen an. Ihre ersten Top-10-Platzierungen erreichte sie in der Disziplin Lead. 2005 wurde sie gleichzeitig Erste der Asiatischen Jugend-Meisterschaft im Lead und Zweite im Speedklettern. 2005 und 2006 wurde sie bei weltweiten Jugendturnieren Zweite. Seit 2005 klettert sie bei den Erwachsenen. Bereits im ersten Jahr erreichte sie bei der Weltmeisterschaft Platz drei im Lead. Im Jahr 2007 trat sie erstmals international im Bouldern an und erreichte vier Final-Platzierungen zwischen Platz vier und Platz zwei in ihrer ersten Saison, wonach Bouldern ihre Spezial-Disziplin wurde. Von 2008 bis 2015 wurde sie jedes Jahr Erste oder Zweite im Boulder-Worldcup. Noch bis 2014 kletterte sie parallel auch in der Disziplin Lead im Weltcup.
Bei der Kletterweltmeisterschaft wurde sie 2005 Dritte in Lead, sowie im Bouldern 2007 Zweite und 2014 Dritte. 2014 erreichte sie beim Rockmaster Platz zwei im Bouldern.
Bei der Kletterweltmeisterschaft 2019 erreichte sie Platz 2 und qualifizierte sich dadurch für die infolge der COVID-19-Pandemie nach 2021 verschobenen Olympische Sommerspiele 2020. Sie kündigte an, dass die Olympischen Spiele ihre letzten Wettkämpfe sein sollten und sie danach ihre 16-jährige Profikarriere beenden wolle. Dort konnte sie sich als Vierte in der Qualifikation für das Finale qualifizieren. In diesem erzielte sie jeweils vierte Plätze im Speed, Bouldern und Lead und konnte sich so hinter Janja Garnbret und ihrer Landsfrau Miho Nonaka die Bronzemedaille sichern.
Auch im Fels klettert Akiyo Noguchi in der Weltspitze. 2013 gelang ihr die Route Mind Control im spanischen Oliana mit einer Schwierigkeit von 5.14c (8c+).